# Luigi Olivetti
Pour les articles homonymes, voir Olivetti (homonymie).
Luigi Olivetti, né le 19 novembre 1856 à Revere et mort le 28 janvier 1941 à Tivoli, est un peintre et graveur italien.

## Biographie
Luigi Olivetti fait ses premières études de peinture auprès de Gilioli à Mantoue puis vient à Rome pour recevoir l'enseignement de Roberto Bompiani. Ses thèmes de prédilection s'orientent vers la peinture paysagiste et celle de genre, en s'attachant particulièrement aux spécificités régionales, son travail se rapprochant alors de celui de Macchiaioli. 
Il est considéré à ce titre comme un chroniqueur des personnages et de la vie dans l'Italie de la fin du XIXe siècle et notamment de la côte amalfitaine (Amalfi et Ravello plus particulièrement). Durant les dernières années de sa vie, il part pour Rome et Tivoli où il meurt vraisemblablement en 1941.
Ses principales expositions ont eu lieu à Rome (1883), Turin (1884), Londres (1886) et Rome (1907).
Il est enterré à Rome dans le Cimetière monumental de Campo Verano.

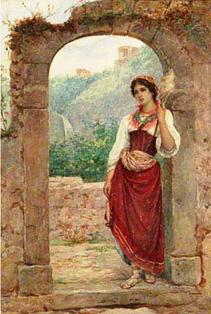
Fille et Tivoli en fond, 1900